# Modisimus reddelli
Modisimus reddelli là một loài nhện trong họ Pholcidae. Loài này được phát hiện ở México.